# قائمة نهائيات كوبا أمريكا

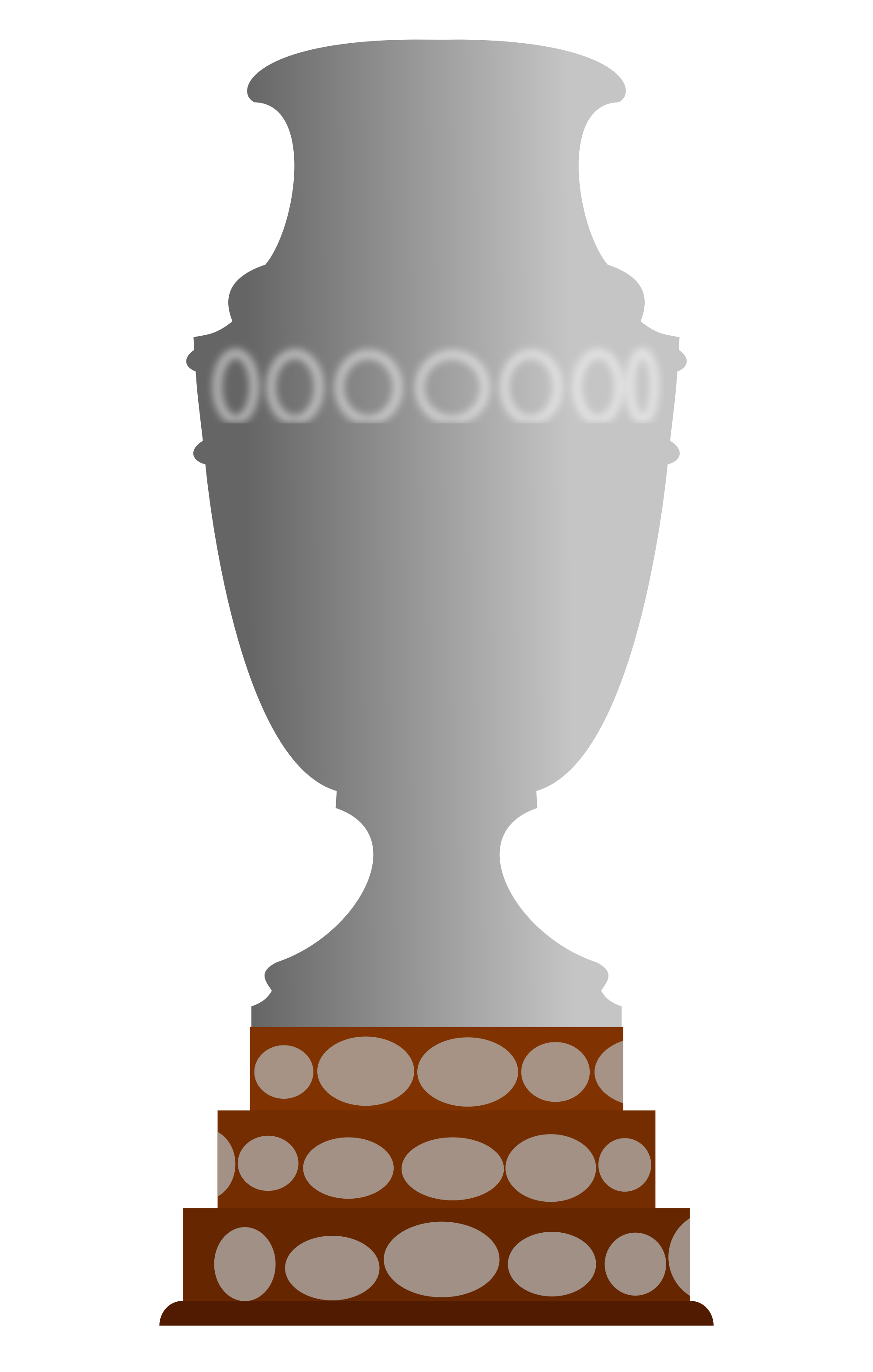
مجسم رقمي لجائزة كوبا أمريكا

كوبا أمريكا (بالإسبانية وبالبرتغالية Copa América)، وكانت تعرف سابقًا بكأس أمريكا الجنوبية لكرة القدم (بالإسبانية Campeonato Sud Americano de Football) هي بطولة كرة قدم قارية تتنافس عليها منتخبات اتحاد أمريكا الجنوبية، وتعتبر أقدم مسابقة كرة قدم دولية بالعالم.
نظام الشكل الحالي للمسابقة يحتوي على 12 منتخب منافس وتستمر المسابقة لما يقارب الشهر. لا يملك اتحاد أمريكا الجنوبية سوى عشرة أَعضاء، لذا يتم دعوة مُنتخبين وطنيين من الاتحاد الدولي لكرة القدم لكي يكتمل العدد، وَمِن بين الدول التي تَمَ دعوتها من خارج أمريكا الجنوبية: كوستاريكا (أعوام 1997، و 2001، و 2004 و 2011)، وهندوراس (عام 2001)، واليابان (عام 1999)، والولايات المتحدة (أعوام 1993، 1995، 2007).
فازت ثمانية مُنتخبات وطنية بِلقب هذه البطولة، وَيُعد منتخب الأرجنتين الأكثر فوزاً بِالبطولة حيث فاز بها 16 مرة. وتُعد الأرجنتين أَكثر دَولة استضافة لِهذه البطولة بِواقع تِسع مَرات.

## تاريخ البطولة
اشتهرت رياضة كرة القدم في أمريكا الجنوبية في أوائل القرن العشرين بعد توافد المهاجرين والتجار من أصلٍ بريطاني إلى الدول اللاتينية، حيثُ ساهم «هيكتور ريفادافيا» فِي إقامة الاتحاد الكونفدرالي الذي ساهمَ فيما بَعد في إنَجاح 4 دول في إنشاء اتحادات رياضية لكرة القدم (الأرجنتين، وَالبرازيل، وَالأورجواي، وَتشيلي) مُشكلين بذلك اتحاد أمريكا الجنوبية لكرة القدم (كونميبول)، وَتم الاتفاق على إنشاء بطولة كوبا أميركا فيما بَعد.
وتعتبر بطولة كوبا أميركا هي أقدم بطولة قارية للمنتخبات، حيثُ أُقيمت للمرة الأولى في عام 1916 وَاستضافتها حينها الأرجنتين حيثُ وافقت الذكرى المئوية لاستقلالها، وَكانت تجرى هذه البطولة عادةً كُل عامين، ولكنها أحياناً تُؤجل لبعض الأسباب، وَفي السنوات الأخيرة أصبحت تُقام مرة كل 4 سنوات. ظَلت هذه البُطولة تُسمى باسم بطولة أمريكا الجنوبية لكرة القدم حتى دورة عام 1967، وَبدايةً من دورة عام 1975 أصبحت البطولة تسمى بِكوبا أميركا.

## النهائيات

### النظام القديم
| النظام القديم نظام المجموعة الواحدة (1916–1975) | النظام القديم نظام المجموعة الواحدة (1916–1975) | النظام القديم نظام المجموعة الواحدة (1916–1975) | النظام القديم نظام المجموعة الواحدة (1916–1975) | النظام القديم نظام المجموعة الواحدة (1916–1975) |
| النسخة                                          | تفاصيل البطولة                                  | تفاصيل البطولة                                  | تفاصيل البطولة                                  | تفاصيل البطولة                                  |
| النسخة                                          | البطل                                           | الوصيف                                          | المركز الثالث                                   | المركز الرابع                                   |
| ----------------------------------------------- | ----------------------------------------------- | ----------------------------------------------- | ----------------------------------------------- | ----------------------------------------------- |
| 1916                                            | الأوروغواي                                      | الأرجنتين                                       | البرازيل                                        | تشيلي                                           |
| 1917                                            | الأوروغواي                                      | الأرجنتين                                       | البرازيل                                        | تشيلي                                           |
| 1919                                            | البرازيل                                        | الأوروغواي                                      | الأرجنتين                                       | تشيلي                                           |
| 1920                                            | الأوروغواي                                      | الأرجنتين                                       | البرازيل                                        | تشيلي                                           |
| 1921                                            | الأرجنتين                                       | البرازيل                                        | الأوروغواي                                      | باراغواي                                        |
| 1922                                            | البرازيل                                        | باراغواي                                        | الأوروغواي                                      | الأرجنتين                                       |
| 1923                                            | الأوروغواي                                      | الأرجنتين                                       | باراغواي                                        | البرازيل                                        |
| 1924                                            | الأوروغواي                                      | الأرجنتين                                       | باراغواي                                        | تشيلي                                           |
| 1925                                            | الأرجنتين                                       | البرازيل                                        | باراغواي                                        |                                                 |
| 1926                                            | الأوروغواي                                      | الأرجنتين                                       | تشيلي                                           | باراغواي                                        |
| 1927                                            | الأرجنتين                                       | الأوروغواي                                      | بيرو                                            | بوليفيا                                         |
| 1929                                            | الأرجنتين                                       | باراغواي                                        | الأوروغواي                                      | بيرو                                            |
| 1935                                            | الأوروغواي                                      | الأرجنتين                                       | بيرو                                            | تشيلي                                           |
| 1937                                            | الأرجنتين                                       | البرازيل                                        | الأوروغواي                                      | باراغواي                                        |
| 1939                                            | بيرو                                            | الأوروغواي                                      | باراغواي                                        | تشيلي                                           |
| 1941                                            | الأرجنتين                                       | الأوروغواي                                      | تشيلي                                           | بيرو                                            |
| 1942                                            | الأوروغواي                                      | الأرجنتين                                       | البرازيل                                        | باراغواي                                        |
| 1945                                            | الأرجنتين                                       | البرازيل                                        | تشيلي                                           | الأوروغواي                                      |
| 1946                                            | الأرجنتين                                       | البرازيل                                        | باراغواي                                        | الأوروغواي                                      |
| 1947                                            | الأرجنتين                                       | باراغواي                                        | الأوروغواي                                      | تشيلي                                           |
| 1949                                            | البرازيل                                        | باراغواي                                        | بيرو                                            | بوليفيا                                         |
| 1953                                            | باراغواي                                        | البرازيل                                        | الأوروغواي                                      | تشيلي                                           |
| 1955                                            | الأرجنتين                                       | تشيلي                                           | بيرو                                            | الأوروغواي                                      |
| 1956                                            | الأوروغواي                                      | تشيلي                                           | الأرجنتين                                       | البرازيل                                        |
| 1957                                            | الأرجنتين                                       | البرازيل                                        | الأوروغواي                                      | بيرو                                            |
| 1959                                            | الأرجنتين                                       | البرازيل                                        | باراغواي                                        | بيرو                                            |
| 1959                                            | الأوروغواي                                      | الأرجنتين                                       | البرازيل                                        | الإكوادور                                       |
| 1963                                            | بوليفيا                                         | باراغواي                                        | الأرجنتين                                       | البرازيل                                        |
| 1967                                            | الأوروغواي                                      | الأرجنتين                                       | تشيلي                                           | باراغواي                                        |

1. ↑  أُقيمت البطولة للمرة الثانية في نفس السنة بالإكوادور

### النظام الحديث
| النظام الحديث (1975–الآن) | النظام الحديث (1975–الآن) | النظام الحديث (1975–الآن) | النظام الحديث (1975–الآن) | النظام الحديث (1975–الآن)                                  | النظام الحديث (1975–الآن)                                  | النظام الحديث (1975–الآن)                                  |
| النسخة                    | مباراة النهائي            | مباراة النهائي            | مباراة النهائي            | مباراة المركز الثالث                                       | مباراة المركز الثالث                                       | مباراة المركز الثالث                                       |
| النسخة                    | البطل                     | النتيجة                   | الوصيف                    | المركز الثالث                                              | النتيجة                                                    | المركز الرابع                                              |
| ------------------------- | ------------------------- | ------------------------- | ------------------------- | ---------------------------------------------------------- | ---------------------------------------------------------- | ---------------------------------------------------------- |
| 1975                      | بيرو                      | ذ. 0–1                    | كولومبيا                  | اعتُبِرت البرازيل صاحبة المركز الثالث حسب نتائج نصف النهائي. | اعتُبِرت البرازيل صاحبة المركز الثالث حسب نتائج نصف النهائي. | اعتُبِرت البرازيل صاحبة المركز الثالث حسب نتائج نصف النهائي. |
| 1975                      | بيرو                      | إ. 2–0                    | كولومبيا                  | اعتُبِرت البرازيل صاحبة المركز الثالث حسب نتائج نصف النهائي. | اعتُبِرت البرازيل صاحبة المركز الثالث حسب نتائج نصف النهائي. | اعتُبِرت البرازيل صاحبة المركز الثالث حسب نتائج نصف النهائي. |
| 1975                      | بيرو                      | ف. 1–0                    | كولومبيا                  | اعتُبِرت البرازيل صاحبة المركز الثالث حسب نتائج نصف النهائي. | اعتُبِرت البرازيل صاحبة المركز الثالث حسب نتائج نصف النهائي. | اعتُبِرت البرازيل صاحبة المركز الثالث حسب نتائج نصف النهائي. |
| 1975                      | بيرو                      | 3–1                       | كولومبيا                  | اعتُبِرت البرازيل صاحبة المركز الثالث حسب نتائج نصف النهائي. | اعتُبِرت البرازيل صاحبة المركز الثالث حسب نتائج نصف النهائي. | اعتُبِرت البرازيل صاحبة المركز الثالث حسب نتائج نصف النهائي. |
| 1979                      | باراغواي                  | ذ. 3–0                    | تشيلي                     | اعتُبِرت البرازيل صاحبة المركز الثالث حسب نتائج نصف النهائي. | اعتُبِرت البرازيل صاحبة المركز الثالث حسب نتائج نصف النهائي. | اعتُبِرت البرازيل صاحبة المركز الثالث حسب نتائج نصف النهائي. |
| 1979                      | باراغواي                  | إ. 0–1                    | تشيلي                     | اعتُبِرت البرازيل صاحبة المركز الثالث حسب نتائج نصف النهائي. | اعتُبِرت البرازيل صاحبة المركز الثالث حسب نتائج نصف النهائي. | اعتُبِرت البرازيل صاحبة المركز الثالث حسب نتائج نصف النهائي. |
| 1979                      | باراغواي                  | ف. 0–0                    | تشيلي                     | اعتُبِرت البرازيل صاحبة المركز الثالث حسب نتائج نصف النهائي. | اعتُبِرت البرازيل صاحبة المركز الثالث حسب نتائج نصف النهائي. | اعتُبِرت البرازيل صاحبة المركز الثالث حسب نتائج نصف النهائي. |
| 1979                      | باراغواي                  | رت 3–1                    | تشيلي                     | اعتُبِرت البرازيل صاحبة المركز الثالث حسب نتائج نصف النهائي. | اعتُبِرت البرازيل صاحبة المركز الثالث حسب نتائج نصف النهائي. | اعتُبِرت البرازيل صاحبة المركز الثالث حسب نتائج نصف النهائي. |
| 1983                      | الأوروغواي                | ذ. 2–0                    | البرازيل                  | اعتُبِرت بيرو صاحبة المركز الثالث حسب نتائج نصف النهائي.     | اعتُبِرت بيرو صاحبة المركز الثالث حسب نتائج نصف النهائي.     | اعتُبِرت بيرو صاحبة المركز الثالث حسب نتائج نصف النهائي.     |
| 1983                      | الأوروغواي                | إ. 1–1                    | البرازيل                  | اعتُبِرت بيرو صاحبة المركز الثالث حسب نتائج نصف النهائي.     | اعتُبِرت بيرو صاحبة المركز الثالث حسب نتائج نصف النهائي.     | اعتُبِرت بيرو صاحبة المركز الثالث حسب نتائج نصف النهائي.     |
| 1983                      | الأوروغواي                | 2–1                       | البرازيل                  | اعتُبِرت بيرو صاحبة المركز الثالث حسب نتائج نصف النهائي.     | اعتُبِرت بيرو صاحبة المركز الثالث حسب نتائج نصف النهائي.     | اعتُبِرت بيرو صاحبة المركز الثالث حسب نتائج نصف النهائي.     |
| 1987                      | الأوروغواي                | 1–0                       | تشيلي                     | كولومبيا                                                   | 1–0                                                        | الأرجنتين                                                  |
| 1989                      | البرازيل                  | [ يب ] [ 6 ]              | الأوروغواي                | الأرجنتين                                                  | [ يج ] [ 6 ]                                               | باراغواي                                                   |
| 1991                      | الأرجنتين                 | [ يه ] [ 7 ]              | البرازيل                  | تشيلي                                                      | [ يو ] [ 7 ]                                               | كولومبيا                                                   |
| 1993                      | الأرجنتين                 | 2–1                       | المكسيك                   | كولومبيا                                                   | 1–0                                                        | الإكوادور                                                  |
| 1995                      | البرازيل                  | 1–1 رت 5-3                | الأوروغواي                | كولومبيا                                                   | 4–1                                                        | الولايات المتحدة                                           |
| 1997                      | البرازيل                  | 3–1                       | بوليفيا                   | المكسيك                                                    | 4–1                                                        | بيرو                                                       |
| 1999                      | البرازيل                  | 3–0                       | الأوروغواي                | المكسيك                                                    | 2–1                                                        | تشيلي                                                      |
| 2001                      | كولومبيا                  | 1–0                       | المكسيك                   | هندوراس                                                    | 2–2 رت 5-4                                                 | الأوروغواي                                                 |
| 2004                      | البرازيل                  | 2–2 رت 4-2                | الأرجنتين                 | الأوروغواي                                                 | 2–1                                                        | كولومبيا                                                   |
| 2007                      | البرازيل                  | 3–0                       | الأرجنتين                 | المكسيك                                                    | 3–1                                                        | الأوروغواي                                                 |
| 2011                      | الأوروغواي                | 3–0                       | باراغواي                  | بيرو                                                       | 4–1                                                        | فنزويلا                                                    |
| 2015                      | تشيلي                     | 0–0 رت 4-1                | الأرجنتين                 | بيرو                                                       | 2–0                                                        | باراغواي                                                   |
| 2016                      | تشيلي                     | 0–0 رت 4-2                | الأرجنتين                 | كولومبيا                                                   | 1–0                                                        | الولايات المتحدة                                           |
| 2019                      | البرازيل                  | 3–1                       | بيرو                      | الأرجنتين                                                  | 2–1                                                        | تشيلي                                                      |
| 2021                      | الأرجنتين                 | 1–0                       | البرازيل                  | كولومبيا                                                   | 3–2                                                        | بيرو                                                       |
| 2024                      | الأرجنتين                 | 1–0                       | كولومبيا                  | الأوروغواي                                                 | 2–2 رت 4-3                                                 | كندا                                                       |

1. ↑  بطولة ذهاب وإياب
2. ↑  لم تلعب مباراة المركز الثالث في هذه النسخة، يتم تحديده فقط حسب نتائج نصف النهائي
3. ↑  فازت البيرو بمجموع تلاث مباريات نهائية 0-1 2-0 و1-0
4. ↑  بطولة ذهاب وإياب
5. ↑  لم تلعب مباراة المركز الثالث في هذه النسخة، يتم تحديده فقط حسب نتائج نصف النهائي
6. ↑  فازت الباراغواي بركلات الجزاء 3-1 بعد التعادل السلبي في المباراة النهائية الفاصلة
7. ↑  بطولة ذهاب وإياب
8. ↑  لم تلعب مباراة المركز الثالث في هذه النسخة، يتم تحديده فقط حسب نتائج نصف النهائي
9. ↑  فازت الأوروغواي بمجموع المبارتين النهائيتين
10. ↑  بطولة مباراة واحدة
11. ↑  بطولة بنظام مجموعيتين من 5 منتخبات يتأهل متصدري كل مجموعة للعب في مجموعة واحدة
12. ↑  فازت البرازيل باللقب بعد تصدرها للمجموعة بـ 6 نقاط متبوعة بالأورغواي بـ 4 نقاط
13. ↑  احتلت الأرجنتين المركز الثالث بنقطة واحدة فيما احتلت الباراغواي المركز الأخير
14. ↑  بطولة بنظام مجموعيتين من 5 منتخبات يتأهل متصدري كل مجموعة للعب في مجموعة واحدة
15. ↑  فازت الأرجنتين باللقب بعد تصدرها للمجموعة بـ 5 نقاط متبوعة بالبرازيل بـ 4 نقاط
16. ↑  احتلت تشيلي المركز الثالث بنتقطتين فيما احتلت كولومبيا المركز الأخير بنقطة واحدة
17. ↑  بطولة مباراة واحدة
18. ↑  بطولة مباراة واحدة
19. ↑  بطولة مباراة واحدة
20. ↑  بطولة مباراة واحدة
21. ↑  بطولة مباراة واحدة
22. ↑  بطولة مباراة واحدة
23. ↑  بطولة مباراة واحدة
24. ↑  بطولة مباراة واحدة
25. ↑  بطولة مباراة واحدة
26. ↑  بطولة مباراة واحدة

## سجل الأبطال

خريطة تظهر الدول الحائزة على الكأس.

| # | البلد      | عدد المرات | السنوات                                                                                        |
| - | ---------- | ---------- | ---------------------------------------------------------------------------------------------- |
| 1 | الأرجنتين  | 16         | 1921، 1925، 1927، 1929، 1937، 1941، 1945، 1946، 1947، 1955، 1957، 1959، 1991، 1993، 2021، 2024 |
| 2 | الأوروغواي | 15         | 1916، 1917، 1920، 1923، 1924، 1926، 1935، 1942، 1956، 1959، 1967، 1983، 1987، 1995، 2011       |
| 3 | البرازيل   | 9          | 1919، 1922، 1949، 1989، 1997، 1999، 2004، 2007، 2019                                           |
| 4 | تشيلي      | 2          | 2015، 2016                                                                                     |
| 4 | باراغواي   | 2          | 1953، 1979                                                                                     |
| 4 | بيرو       | 2          | 1939، 1975                                                                                     |
| 7 | بوليفيا    | 1          | 1963                                                                                           |
| 7 | كولومبيا   | 1          | 2001                                                                                           |

## الدول المستضيفة

خريطة الدول المستضيفة للبطولة حسب عدد المرات.

| # | البلد            | عدد المرات | السنوات                                              |
| - | ---------------- | ---------- | ---------------------------------------------------- |
| 1 | الأرجنتين        | 9          | 1916، 1921، 1925، 1929، 1937، 1946، 1959، 1987، 2011 |
| 2 | أوروغواي         | 7          | 1917، 1923، 1924، 1942، 1956، 1967                   |
| 2 | تشيلي            | 7          | 1920، 1926، 1941، 1945، 1955، 1991، 2015             |
| 4 | بيرو             | 6          | 1927، 1935، 1939، 1953، 1957، 2004                   |
| 5 | البرازيل         | 6          | 1919، 1922، 1949، 1989، 2019، 2021                   |
| 6 | الإكوادور        | 3          | 1947، 1959، 1993                                     |
| 7 | بوليفيا          | 2          | 1963، 1997                                           |
| 8 | كولومبيا         | 1          | 2001                                                 |
| 8 | باراغواي         | 1          | 1999                                                 |
| 8 | فنزويلا          | 1          | 2007                                                 |
| 8 | الولايات المتحدة | 1          | 2016                                                 |

## المنتخبات الضيفة
لا يملك اتحاد أمريكا الجنوبية سوى عشرة أعضاء، لذلك يتم دعوة منتخبين وطنيين من اتحادات الفيفا لكي يكتمل العدد. من بين الدول الأخرى التي تم دعوتها من خارج أمريكا الجنوبية:
| المنتخب                                      | عدد المشاركات | أفضل إنجاز | أفضل إنجاز | أفضل إنجاز | أفضل إنجاز | أفضل إنجاز | أفضل إنجاز | أفضل إنجاز | أفضل إنجاز | أفضل إنجاز | أفضل إنجاز | أفضل إنجاز |
| المنتخب                                      | عدد المشاركات | 1993       | 1995       | 1997       | 1999       | 2001       | 2004       | 2007       | 2011       | 2015       | 2016       | 2019       |
| -------------------------------------------- | ------------- | ---------- | ---------- | ---------- | ---------- | ---------- | ---------- | ---------- | ---------- | ---------- | ---------- | ---------- |
| المكسيك                                      | 10            | الثاني     | د.ث.       | الثالث     | الثالث     | الثاني     | د.ث.       | الثالث     | د.م.       | د.م.       | د.ث.       |            |
| كوستاريكا                                    | 5             |            |            | د.م.       |            | د.ث.       | د.م.       |            | د.م.       |            | د.م.       |            |
| الولايات المتحدة                             | 4             | د.م.       | الرابع     |            |            |            |            | د.م.       |            |            | الرابع     |            |
| جامايكا                                      | 2             |            |            |            |            |            |            |            |            | د.م.       | د.م.       |            |
| اليابان                                      | 2             |            |            |            | د.م.       |            |            |            |            |            |            | د.م.       |
| هندوراس                                      | 1             |            |            |            |            | الثالث     |            |            |            |            |            |            |
| هايتي                                        | 1             |            |            |            |            |            |            |            |            |            | د.م.       |            |
| بنما                                         | 1             |            |            |            |            |            |            |            |            |            | د.م.       |            |
| قطر                                          | 1             |            |            |            |            |            |            |            |            |            |            | د.م.       |
| منتخبات اعتذرت عن المشاركة بعد تلقيها الدعوة |               |            |            |            |            |            |            |            |            |            |            |            |
| كندا                                         | كندا          |            |            |            |            | إع.        |            |            |            |            |            |            |
| إسبانيا                                      | إسبانيا       |            |            |            |            |            |            |            | إع.        |            |            |            |

## وصلات خارجية
- الموقع الرسمي للاتحاد.
- الموقع الرسمي للبطولة.
- كوبا أمريكا - موقع كووورة.